# Filippinodillo maculatus
Filippinodillo maculatus is een pissebed uit de familie Armadillidae. De wetenschappelijke naam van de soort is voor het eerst geldig gepubliceerd in 1987 door Schmalfuss.